# Distrikt Sexi
Der Distrikt Sexi liegt in der Provinz Santa Cruz in der Region Cajamarca im Norden Perus. Der Distrikt wurde am 18. September 1942 gegründet. Er besitzt eine Fläche von 191 km². Beim Zensus 2017 wurden 446 Einwohner gezählt. Im Jahr 1993 lag die Einwohnerzahl bei 461, im Jahr 2007 bei 515. Sitz der Distriktverwaltung ist die 2474 m hoch gelegene Ortschaft Sexi mit 225 Einwohnern (Stand 2017). Sexi befindet sich 13,5 km nordwestlich der Provinzhauptstadt Santa Cruz de Succhabamba.

## Geographische Lage
Der Distrikt Sexi befindet sich in der peruanischen Westkordillere im Nordwesten der Provinz Santa Cruz. Der Río Chancay begrenzt den Distrikt im Südosten und im Süden, dessen rechter Nebenfluss Río Cirato im Westen.
Der Distrikt Sexi grenzt im Westen an den Distrikt Llama (Provinz Chota), im Norden an den Distrikt Huambos (ebenfalls in der Provinz Chota), im Nordosten an den Distrikt Chancaybaños, im Südosten an den Distrikt Santa Cruz sowie im Süden an den Distrikt Catache.